# Volker Pfüller

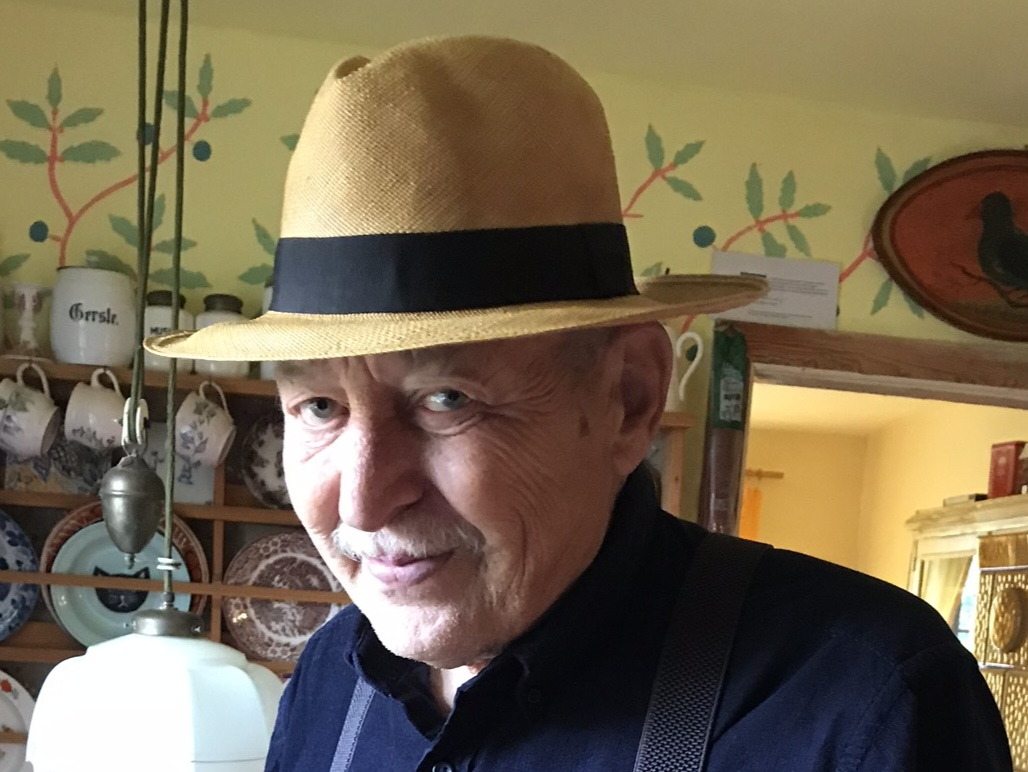
Volker Pfüller, 2018

Volker Pfüller (* 7. Juni 1939 in Leipzig; † 23. Oktober 2020 in Rudolstadt) war ein deutscher Grafiker, Bühnenbildner und Hochschullehrer.

## Leben
Volker Pfüller studierte von 1958 bis 1960 an der Fachhochschule für Angewandte Kunst Berlin-Schöneweide.  Danach studierte er bis 1965 Grafik an der Hochschule für bildende und angewandte Kunst Berlin bei Werner Klemke und Arno Mohr. Ab 1976 hatte er dort einen Lehrauftrag inne. Von da an arbeitete er freiberuflich in Berlin und zuletzt im thüringischen Rudolstadt. Er war bis 1990 Mitglied des Verbands Bildender Künstler der DDR.
1990 wurde Volker Pfüller Gastprofessor für Illustration an der Kunsthochschule Kassel. Von 1992 bis 1997 hatte er  als Leiter des Fachgebietes eine Professur für Bühnenbild an der Kunsthochschule Berlin-Weißensee. „Pfüller engagierte sich 1990 vehement für die Erhaltung der Kunsthochschule und beteiligte sich 1991 bis 1993 entscheidend in der Struktur- und Berufungskommission am erfolgreichen Ausbau der Hochschule.“ Von 1997 bis 2005 übernahm er die Klasse für Illustration an der Hochschule für Grafik und Buchkunst Leipzig.

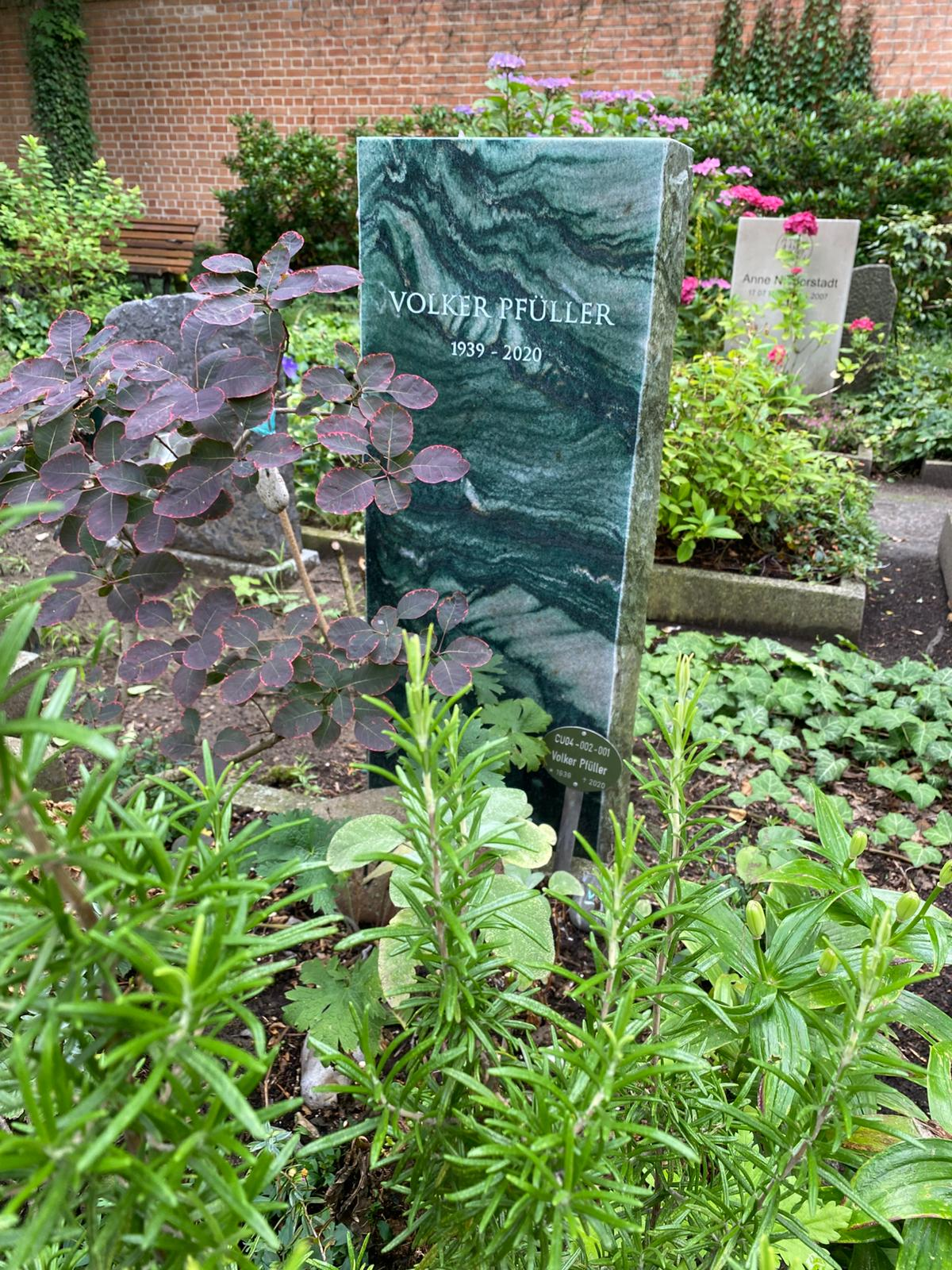
Grabstätte

Sein Schaffen umfasst Arbeiten als Bühnenbildner unter anderem am Deutschen Theater Berlin, den Münchner Kammerspielen, der Volksbühne Berlin und dem Thalia Theater in Hamburg. Besonders das Erscheinungsbild des Deutschen Theaters prägte er maßgeblich durch seine expressionistische Plakatgestaltung in den 1980er-Jahren. Sein grafisches Werk umfasst weiterhin zeichnerische Entwürfe und Buchillustrationen. International wirkte er als Bühnenbildner an der New Israeli Opera Tel Aviv und beim Maggio Musicale Fiorentino in Italien. Ab 2011 bis zu seinem Lebensende war er dem Theater Rudolstadt in seiner neuen Heimatstadt durch zahlreiche Ausstattungen verbunden.
Als Grafiker, Illustrator sowie Bühnen- und Kostümbildner war Pfüller auf seinem Gebiet einer der prägenden Künstler in Deutschland. Er bildete die nächste Generation deutscher Illustratoren aus, darunter: Thomas M. Müller, seinen Nachfolger auf dem Leipziger Lehrstuhl, Henning Wagenbreth, Professor an der Universität der Künste Berlin, und Anke Feuchtenberger, Professorin an der HAW Hamburg. Dazu kommen erfolgreiche Buchillustratoren wie: Atak, Professur für Illustration an der Kunsthochschule Burg Giebichenstein Halle (Saale),  Christoph Feist, Franziska Neubert, Katrin Stangl und Gerda Raidt.
Pfüller war u. a. mit dem tschechischen Illustrator Jiří Šalamoun (1935–2022) befreundet.
Seine letzte Ruhestätte erhielt Volker Pfüller auf dem Friedhof der Dorotheenstädtischen und Friedrichswerderschen Gemeinden in Berlin.

## Werke (Auswahl)
Buchillustrationen
- 1979: Das Zauberhaus (Kinderbuchverlag Berlin)
- 1980: Reinke: Zar Wasserwirbel fährt Trabant (Buchverlag Junge Welt)
- 1984: Jiri Marek: Der Stern Sirius oder liebevolle Plaudereien über Hunde. (Verlag Volk und Welt, Berlin)
- 1987: Ein gelber Omnibus von (Walther Petri), Illustrationen Volker Pfüller (Kinderbuchverlag Berlin)
- 1991: König Edmund, der Gefürchtete von (Walther Petri), Illustrationen Volker Pfüller. (Altberliner Verlag Berlin)
- 2000: Ziegenbock im Bratenrock. 15 Verse von Volker Pfüller. (Aufbau-Verlag Berlin, ISBN 3-351-04006-7)
- 2002: Esel, Eisbär, Mensch, Milchreis und Hut
- 2002: Stefan Zweig: Schachnovelle
- 2009: Tierlein (Lubok Verlag Leipzig, ISBN 3-941601-04-0)
- 2010: Kasperlpuppen (Verlagshaus Jacoby & Stuart Berlin, ISBN 3-941087-80-0)

Plakate
- 1982: Bertolt Brecht: Baal, für die Deutsche Staatsoper Berlin[8]
- 1982: Bertolt Brecht: Die Rundköpfe und die Spitzköpfe, für das Deutsche Theater Berlin
- 1983: Bertolt Brecht: Die Dreigroschenoper, für die Städtischen Theater Karl-Marx-Stadt
- 1985: Tadeusz Różewicz: Die Falle, für das Maxim-Gorki-Theater
- 1986: August Strindberg: Totentanz, für das Deutsche Theater[9]
- 1988: Molière: Der Arzt wider Willen, für die Kleine Bühne im Friedrichstadtpalast
- 1989: Eugène Ionesco: Die kahle Sängerin, für das Deutsche Theater Berlin
- ab 1989: Etwa 65 unterschiedliche Plakate für das Theater 89 in Berlin

Filmografie
- 1985: Die Rundköpfe und die Spitzköpfe (TV-Theateraufzeichnung)

## Auszeichnungen
- 1981 und 1983: Kritikerpreis der Berliner Zeitung als Bühnenbildner
- 1983: Silbermedaille als Kostümbildner auf der internationalen Quadriennale für Bühnenbild in Prag
- 1985: 1. Preis im Wettbewerb Bestes Plakat des Jahres (Film- und Theaterplakat)
- 1986: Kunstpreis der DDR
- 1986: Sonderpreis des Verbandes der Theaterschaffenden der DDR
- 1987: Silbermedaille auf der Plakatbiennale in Lahti, Finnland
- 2019: Deutscher Jugendliteraturpreis für sein Gesamtwerk[10]

Weiterhin war Volker Pfüller mit seinen Werken mehrfach in der Auswahl „Die 100 besten Plakate des Jahres“ vertreten, zum Beispiel
- 1980: 1. Preis für das Ausstellungs- und Veranstaltungsplakat Bild und Szene
- 1982: 1. Preis für das Theaterplakat Baal (Deutsche Staatsoper)
- 1984: 1. Preis für das Theaterplakat Die Dreigroschenoper (Städtisches Theater Karl-Marx-Stadt)
- 1985: 1. Preis für das Theaterplakat Die Falle (Maxim-Gorki-Theater)
- 1986: 2. Preis für das Theaterplakat Totentanz (Deutsches Theater (Berlin))
- 1988: 3. Preis für das Bildplakat Johannes R. Becher
- 1989: 1. Preis für das Theaterplakat Die Ritter der Tafelrunde (Maxim-Gorki-Theater)
- 2004: Theaterplakat Effis Nacht (Theater 89)

Von Pfüller illustrierte Bücher gehören zu den „Schönsten Büchern der DDR“.

## Ausstellungen (unvollständig)

### Einzelausstellungen
- 1975: Berlin-Pankow, Kleine Galerie
- 1982: Berlin
- 1986: Cottbus

#### Postum
- Teterow, Galerie Teterow („‚Bilderlust‘ Volker Pfüller – Malerei, Skulptur und Plakate“)[11]

### Teilnahme an zentralen und wichtigen regionalen Ausstellungen in der DDR
- 1975: Schwerin, Staatliches Museum („Farbige Grafik in der DDR“)
- 1977: Berlin, Galerie am Prater („Berliner Grafik“)
- 1977 bis 1988: Dresden, Albertinum, VIII. bis X. Kunstausstellung der DDR
- 1979, 1982 und 1986: Berlin, Bezirkskunstausstellung (Gebrauchsgrafik)
- 1979: Berlin, Ausstellungszentrum am Fernsehturm („Buchillustrationen in der DDR. 1949 – 1979“)
- 1984: Berlin, Altes Museum („Alltag und Epoche“)
- 1985: Berlin, Nationalgalerie („Auf gemeinsamen Wegen“)